# San Pedro Buenavista
La localidad o ejido de San Pedro Buenavista es una colonia,  que pertenece a Villa Corzo (en el Estado de Chiapas). San Pedro Buenavista se localiza en el Municipio Villa Corzo del Estado de Chiapas México y se encuentra en las coordenadas GPS:
Longitud (dec): -93.163889
Latitud (dec): 16.133333
La localidad se encuentra a una mediana altura de 580 metros sobre el nivel del mar.
Población en San Pedro Buenavista
La población total de San Pedro Buenavista es de 9922 personas, de cuales 4778 son masculinos y 5144 femeninas.
Edades de los ciudadanos
Los ciudadanos se dividen en 3302 menores de edad y 4594 adultos, de cuales 624 tienen más de 60 años.
Habitantes indígenas en San Pedro Buenavista
51 personas en San Pedro Buenavista viven en hogares indígenas. Un idioma indígena hablan de los habitantes de más de 5 años de edad 33 personas. El número de los que solo hablan un idioma indígena pero no hablan mexicano es 0, los de cuales hablan también mexicano es 27.
Estructura social
Derecho a atención médica por el seguro social, tienen 793 habitantes de San Pedro Buenavista.
Estructura económica
En San Pedro Buenavista hay un total de 2046 hogares.
De estos 2013 viviendas, 210 tienen piso de tierra y unos 619 consisten de una sola habitación.
1894 de todas las viviendas tienen instalaciones sanitarias, 1713 son conectadas al servicio público, 1996 tienen acceso a la luz eléctrica.
La estructura económica permite a 107 viviendas tener una computadora, a 971 tener una lavadora y 1862 tienen una televisión.
Educación escolar en San Pedro Buenavista
Aparte de que hay 1061 analfabetos de 15 y más años, 109 de los jóvenes entre 6 y 14 años no asisten a la escuela.
De la población a partir de los 15 años 1128 no tienen ninguna escolaridad, 2287 tienen una escolaridad incompleta. 784 tienen una escolaridad básica y 907 cuentan con una educación post-bósica.
Un total de 504 de la generación de jóvenes entre 15 y 24 años de edad han asistido a la escuela, la mediana escolaridad entre la población es de 6 años.

## Fundación
San Pedro Buenavista fue fundado por un grupo de familias que llegaron a las laderas de tierras fértiles en busca de un lugar donde asentarse. Por aquel entonces estaban la familia Nandayapa, la familia Saldaña, la familia Madariaga, la familia Castillejos, la familia Solórzano y la familia Nanduca, un par de años después, llegó la familia Coutiño, se dice que los últimos en llegar fueron los Grajales.
Hacia finales del siglo XIX las tierras ahondaban como parte de grandes fincas propiedad de un pequeño grupo de caciques. San Pedro, San Mateo y Dolores de los señores Arguello, San Agustín de la señora Zuarth y Santa Rita del Francisco Castillejos.
Casi a mediados del siglo XX,  Chiapas se encontraba  inmerso en un conflicto entre cacicazgos regionales que impedían la aplicación de la reforma agraria emanada de la revolución mexicana, hasta que entre 1936 y 1940 los gobiernos estatal y federal se inclinaban hacia una política favorable para el reparto de tierras como un logro del movimiento revolucionario. Al percatarse de esto los campesinos verían la oportunidad de aumentar la presión en contra de los finqueros.
Durante estos años aciagos  llego al poblado el maestro Jesús Nandayapa o papa chus como lo recordarían cariñosamente aquellas familias que gestaron el nacimiento del ejido,  oriundo de Chiapa de Corzo llega a San Pedro  por ahí del año de 1927 como maestro rural, pero como en ese tiempo los maestros eran  prácticamente unos todólogos. El maestro Chus fungiría a veces como doctor, unas veces como escribano y en algunos  como consejero y activista político, de esta manera el maestro se ganó la confianza de los campesinos y entre plática y plática expone su ideología, platica lo que acontece ya en otras partes del estado y del país y acaba contagiando a la gente para que esta empiece a buscar un mejor futuro, tener una parcela propia ya empieza resonar en la mente de los acasillados.  
La resistencia de los grandes propietarios obliga a que las primeras reuniones se den en la  clandestinidad, entre aquel caserío de bajareque de la finca se rumoreaba en secreto el cómo se gestionaría la encomienda de conseguirse un patrimonio. 
Luego de juntar la documentación se realizan los primeros viajes a Tuxtla por un grupo encabezado por el maestro Chus Nandayapa y don Ignacio Molina. Ingeniosamente estas ausencias del poblado serian justificadas en supuestas cacerías donde se tardaban días completos buscando venado y jabalí en los alrededores de la zona. Esta argucia es utilizada para que el bando contrario no sospechara de los planes de los campesinos.  Tiempo después y  en un escrito fechado el 13 de marzo de 1934, los vecinos del poblado piden al señor gobernador la dotación de ejidos a fin de allanar sus necesidades y resolver de esa manera su problema económico. Un mes después se formaría el primer comité ejecutivo agrario quedando Manuel Jesús Nandayapa como presidente, Felipe Saldaña como secretario, y Wilfrido Saldaña como vocal.
Luego de dos años de idas y vueltas. Para 1936, las noticias dan cuenta de un importante acontecimiento para los acasillados, un proyecto de dictamen siendo presidente el general  Lázaro Cárdenas Del Río, se acepta dicho proyecto de fundación de una colonia ejidal con el nombre de Buenavista.